# Кизилжарський район
Кизилжа́рський район (каз. Қызылжар ауданы, рос. Кызылжарский район) — адміністративна одиниця у складі Північноказахстанської області Казахстану. Адміністративний центр — село Бесколь.

## Географія
Район розміщений вздовж річки Ішим. Знаходиться в лісостеповій зоні. Ґрунтовий покрив — чорноземи.

## Населення
Населення — 46369 осіб (2021; 44454 у 2009, 50258 у 1999, 55364 у 1989).
Національний склад (станом на 2015 рік):
- росіяни — 26518 осіб (59,36 %)
- казахи — 13080 осіб (29,28 %)
- німці — 1449 осіб (3,24 %)
- українці — 1112 осіб (2,49 %)
- татари — 737 осіб
- білоруси — 354 особи
- поляки — 191 особа
- вірмени — 148 осіб
- азербайджанці — 126 осіб
- башкири — 77 осіб
- чуваші — 75 осіб
- литовці — 52 особи
- узбеки — 45 осіб
- таджики — 43 особи
- мордва — 42 особи
- чеченці — 41 особа
- інгуші — 12 осіб
- інші — 574 особи

## Історія
Бішкульський район було утворено 2 січня 1967 року шляхом розукрупнення сусідніх з Петропавловськом районів:
- зі складу Ленінського району — Новонікольська сільрада
- зі складу Мамлютського району — Архангельська, Боголюбовська, Куйбишевська, Петерфельдська сільради
- зі складу Соколовського району — Асановська, Бішкульська, Прибрежна, Світлопольська сільради

6 січня 1967 року до складу району передана Зарічна сільрада Ленінського району. 31 березня 1967 року Петерфельдська сільрада (населені пункти Желєзнодорожна будка № 116, Желєзнодорожна будка № 119, Кондратовка, Кондратовський лісопитомник, Смирновка) передана до складу Мамлютської селищної ради Мамлютського району. 26 серпня 1968 року Зарічна сільрада передана до складу Ленінського району. 19 вересня 1968 року до складу району включені населені пункти Водопроводне, Красна горка, Красний бор, Лісне та Семипалатне Зарічної сільради Ленінського району; вони утворили Розсвітівську сільраду. 9 червня 1969 року до складу району включено села Бексеїт, Бостандик та Ушкуль Ново-Михайловської сільради Мамлютського району, села Андрієвка, Владимировка Амангельдинської сільради та село Рябиновка Новонікольської сільради Ленінського району; вони утворили Андрієвську сільраду.
16 листопада 1971 року село Пеньково Світлопольської сільради передано до складу Березовської сільради Соколовського району. 12 січня 1978 року село Гепкино Петерфельдської сільради передано до складу Приміської сільради Мамлютського району. 24 вересня 1979 року в районі утворено Леденьовську сільраду у складі села Леденьово Куйбишевської сільради, а також села Новоандрієвка Новомихайловської сільради Мамлютського району. Станом на 1989 рік до складу Соколовського району входили 11 сільських рад (Березовська, Бугровська, Вагулінська, Виноградовська, Долматовська, Красноярська, Лісна, Налобинська, Рощинська, Соколовська, Якорська).
8 грудня 1993 року в країні була розпочата адміністративна реформа, при якій сільради перетворені в сільські округи, міські та селищні ради — у міські та селищні адміністрації відповідно. 12 січня 1994 року адміністративні зміни відбулись в Північноказахстанській області, в Бішкульському районі було утворено 13 сільських округів. 18 квітня 1997 року до складу Бішкульського району була приєднана територія ліквідованого Соколовського району і він отримав сучасну назву.
21 грудня 2006 року територія площею 2,38 км² передана до складу Петропавловської міської адміністрації.
До складу Мамлютського району передано два сільських округи — Леденьовський та Андрієвський, а зі складу Мамлютського району частина Приміського сільського округу — села Кондратовка, Боровське, станційне селище Остановочний пункт 2603 км.

## Склад
До складу району входять 19 сільських округів:
| Поселення                       | Площа, км² | Населення, осіб (1989) | Населення, осіб (1999) | Населення, осіб (2009) | Населення, осіб (2021) | Центр          | Населені пункти |
| ------------------------------- | ---------- | ---------------------- | ---------------------- | ---------------------- | ---------------------- | -------------- | --------------- |
| Архангельський сільський округ  | -          | 2296                   | 2358                   | 1918                   | 1840                   | Архангельське  | 2               |
| Асановський сільський округ     | -          | 2856                   | 2423                   | 1944                   | 1587                   | Асаново        | 5               |
| Березівський сільський округ    | -          | 3626                   | 2456                   | 2072                   | 1756                   | Велика Малишка | 5               |
| Бішкульський сільський округ    | -          | 7274                   | 7495                   | 8805                   | 12838                  | Бесколь        | 1               |
| Бугровський сільський округ     | -          | 1680                   | 1596                   | 1106                   | 637                    | Бугрове        | 3               |
| Вагулінський сільський округ    | -          | 2614                   | 2389                   | 1844                   | 1376                   | Вагуліно       | 5               |
| Виноградовський сільський округ | -          | 1604                   | 1441                   | 1027                   | 682                    | Виноградовка   | 2               |
| Кизилжарський сільський округ   | -          | 2215                   | 2205                   | 1931                   | 3097                   | Байтерек       | 6               |
| Куйбишевський сільський округ   | -          | 4017                   | 3244                   | 2602                   | 1971                   | Боголюбово     | 3               |
| Лісний сільський округ          | -          | 1332                   | 1273                   | 1129                   | 1062                   | Прісновка      | 2               |
| Налобинський сільський округ    | -          | 2250                   | 1957                   | 1308                   | 1146                   | Налобино       | 4               |
| Новонікольський сільський округ | -          | 1866                   | 1891                   | 1798                   | 1927                   | Новонікольське | 3               |
| Петерфельдський сільський округ | -          | 3156                   | 3203                   | 2965                   | 2664                   | Петерфельд     | 7               |
| Прибрежний сільський округ      | -          | 2791                   | 2794                   | 2696                   | 3318                   | Прибрежне      | 3               |
| Розсвітський сільський округ    | -          | 2531                   | 2313                   | 1924                   | 1548                   | Розсвіт        | 4               |
| Рощинський сільський округ      | -          | 2397                   | 2309                   | 2226                   | 2438                   | Пеньково       | 3               |
| Світлопольський сільський округ | -          | 2775                   | 2201                   | 1624                   | 1378                   | Знаменське     | 4               |
| Соколовський сільський округ    | -          | 4662                   | 3773                   | 2749                   | 2432                   | Соколовка      | 1               |
| Якорський сільський округ       | -          | 3422                   | 2937                   | 2786                   | 2672                   | Якор           | 4               |

## Найбільші населені пункти
Населені пункти з чисельністю населення понад 1000 осіб:
| №  | Населений пункт | Населення, осіб (1989) | Населення, осіб (1999) | Населення, осіб (2009) | Населення, осіб (2021) |
| -- | --------------- | ---------------------- | ---------------------- | ---------------------- | ---------------------- |
| 1  | Бесколь         | 7274                   | 7495                   | 8805                   | 12838                  |
| 2  | Соколовка       | 4662                   | 3773                   | 2749                   | 2432                   |
| 3  | Якор            | 2553                   | 2180                   | 2174                   | 2060                   |
| 4  | Прибрежне       | 1121                   | 1165                   | 1336                   | 1793                   |
| 5  | Байтерек        | 444                    | 404                    | 409                    | 1666                   |
| 6  | Петерфельд      | 1848                   | 1804                   | 1622                   | 1579                   |
| 7  | Новонікольське  | 1166                   | 1233                   | 1238                   | 1474                   |
| 8  | Асаново         | 1901                   | 1549                   | 1386                   | 1231                   |
| 9  | Боголюбово      | 2743                   | 2021                   | 1625                   | 1210                   |
| 10 | Пеньково        | 937                    | 1048                   | 958                    | 1079                   |